# قرزح شوكي
قرزح شوكي (الاسم العلمي: Atraphaxis spinosa) هو نوع من النباتات يتبع جنس القرزح من فصيلة البطباطية.